# FC Halifax Town
FC Halifax Town is een Engelse professionele voetbalclub, uitkomend in de National League. Het stadion is The Shay (daarom worden ze "The Shaymen" genoemd) in Halifax, West Yorkshire. Ze vervingen Halifax Town AFC, dat in het seizoen 2007/08 failliet ging.

## Geschiedenis

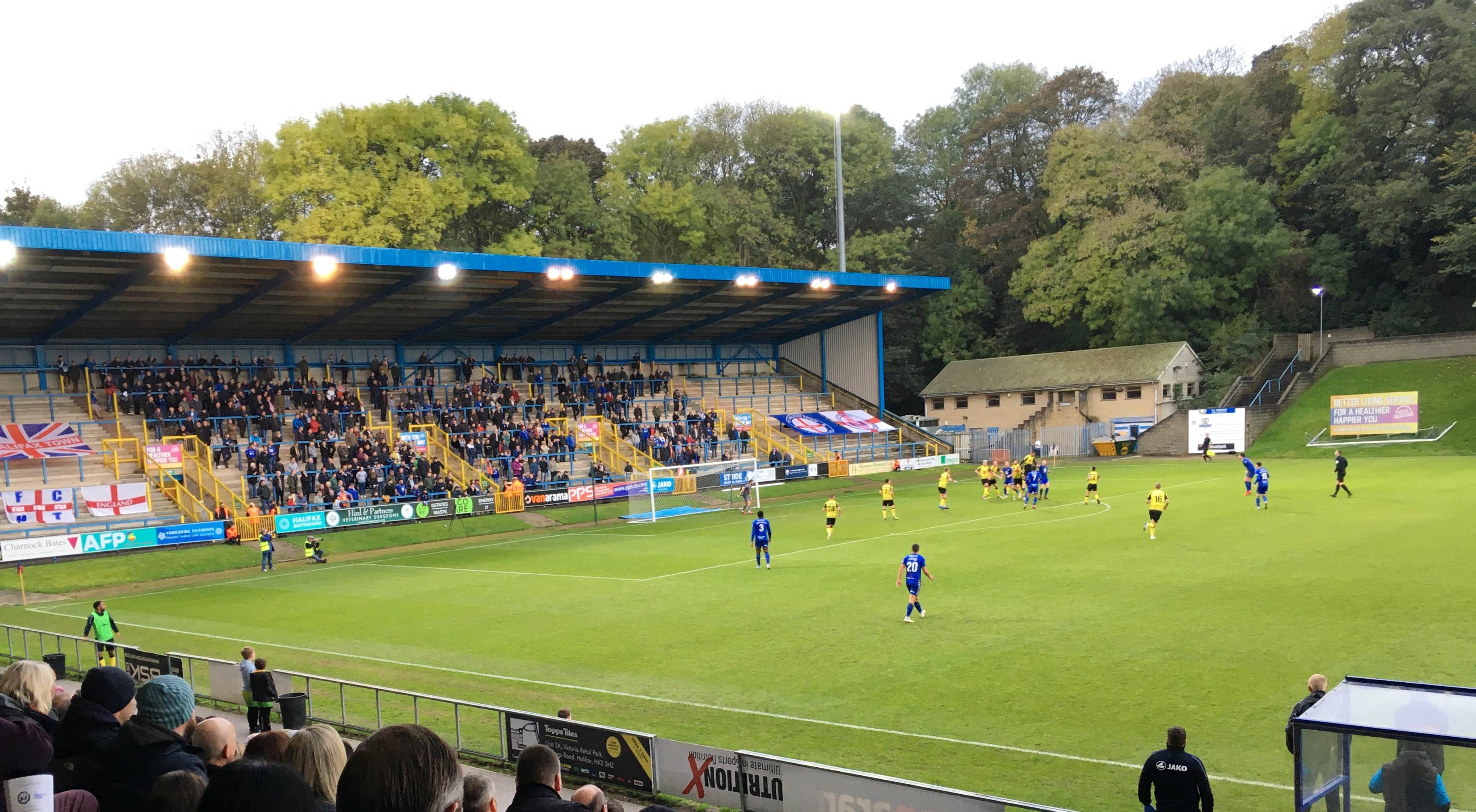
FC Halifax Town - Harrogate Town, 2019

FC Halifax Town werd voor het seizoen 2008/09 ingedeeld in de Northern Premier League Division One North, het achtste niveau. Na drie promoties bereikten ze de Conference National in 2013. Op 22 mei 2016 won Halifax Town de FA Trophy, door in de finale Grimsby Town met 1-0 te verslaan. Het was een zalfje op de wond voor de Shaymen, die drie weken eerder waren gedegradeerd uit de hernoemde National League. Na één seizoen afwezigheid keerde de club alweer terug op het hoogste amateurniveau. In de play-off finale van de National League North op 13 mei 2017 werd Chorley na verlenging verslagen.
Op 21 mei 2023 won Halifax Town andermaal de FA Trophy. In de finale op Wembley was het met 1-0 te sterk voor Gateshead FC.

## Bekende (oud-)spelers
- Manny Duku
- Jamie Vardy